# Amine Chermiti
Amine Chermiti (ur. 26 grudnia 1987 w Safakisie) – tunezyjski piłkarz grający na pozycji napastnika.

## Kariera klubowa
Chermiti jest wychowankiem klubu JS Kairouan, gdzie występował najpierw w drużynach młodzieżowych, a w 2005 roku zadebiutował w lidze tunezyjskiej. Po sezonie przeszedł do jednego z czołowych klubów w kraju, Étoile Sportive du Sahel. W 2007 roku osiągnął swoje największe, jak dotąd, sukcesy w karierze, gdy z Étoile Sportive wygrał Ligę Mistrzów i wywalczył swoje pierwsze mistrzostwo kraju w karierze. Wystąpił też w Klubowym Pucharze Świata. Swoją postawą zwrócił uwagę trenerów Olympique Marsylia, FC Zürich i Hamburger SV.
Latem 2008 roku Chermiti ostatecznie trafił do Europy. Za 2,2 miliona euro przeszedł do niemieckiej Herthy BSC, z którą podpisał kontrakt do 2012 roku. W 2009 roku został wypożyczony do Ittihad FC.
Latem 2010 Chermiti przeszedł z Herthy, która spadła do 2. Bundesligi, do FC Zürich. Grał w nim do końca 2015. Na początku 2016 przeszedł do Gazélec Ajaccio, a latem do Al-Arabi Kuwejt. Następnie grał w ES Sahel, Al-Fayha SC i Mumbai City FC.

## Kariera reprezentacyjna
W latach 2005–2007 Chermiti występował w młodzieżowej reprezentacji Tunezji U-21. W pierwszej drużynie zadebiutował 2 czerwca 2007 roku w wygranym 4:0 meczu z Seszelami i w 84. minucie spotkania zdobył gola. W 2008 roku został powołany przez Rogera Lemerre na Puchar Narodów Afryki 2008. Od 2017 do 2015 rozegrał w kadrze narodowej 35 meczów i strzelił 5 goli.